# Glenea ochreomaculata
Glenea ochreomaculata är en skalbaggsart som beskrevs av Stefan von Breuning 1969. Glenea ochreomaculata ingår i släktet Glenea och familjen långhorningar.
Artens utbredningsområde är Taiwan. Inga underarter finns listade i Catalogue of Life.